# ニーラギリ県
ニーラギリ県（நீலகிரி மாவட்டம் ; The Nilgiris）は、インド南部のタミル・ナードゥ州に属する30の県の一つ。県庁所在地はウダカマンダラム。

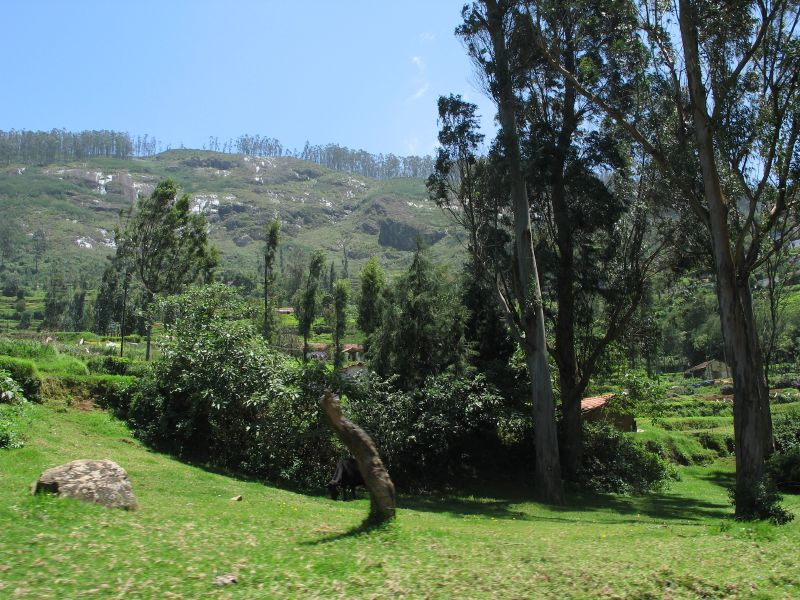

## 概要
2001年の国勢調査では、面積1806平方キロメートル、人口76万2141人、人口密度は422人/km2。
東はイーロードゥ県、南東はコーヤンブットゥール県に接する。また北側はカルナータカ州、西から南にかけてはケーララ州に接している。
美しい山地の観光避暑地であり、県庁所在地のウダカマンダラムには周辺各地から多くの新婚旅行客が訪れる。
高地にあるため、気候は涼しい。紅茶の生産が盛んで、茶畑が広がっている。

## 歴史
1968年のタミル・ナードゥ州発足以前の、イギリス領インド帝国マドラス管区時代から存在する。マドラス管区時代は、ニルギリ県（Nilgiri district）という英語名が正式名称であった。

## 行政区分

### 郡
ニーラギリ県は、以下の6つの郡（タミル語 வட்டம் 「円」 ; 英訳 taluk）に区分けされている。
- コーッタギリ郡（கோத்தகிரி ; Kotagiri）
- ウダカマンダラム郡（உதகமண்டலம் ; Udhagamandalam）
- クーダルール郡（கூடலூர் ; Gudalur）
- パンダルール郡（பந்தலூர் ; Panthalur）？
- クンヌール郡（குன்னூர் ; Coonoor）
- クンダー郡（குண்டா ; Kundah）

### 区
ニーラギリ県は、以下の4つの区（英訳 block）に区分けされている。
- コーッタギリ区（கோத்தகிரி ; Kotagiri）
- クンヌール区（குன்னூர் ; Coonoor）
- ウダカマンダラム区（உதகமண்டலம் ; Udhagamandalam）
- クーダルール区（கூடலூர் ; Gudalur）